# العتبة الرضوية
العتبة الرضوية أو الحضرة الرضوية وهو الاسم الذي يطلق على موقع ضريح علي بن موسى الرضا ثامن أئمة الشيعة في مدينة مشهد في إيران ووالأبنية التي تعود له وتحيط به وهي عبارة عن الموقع والقبة والمنائر والصحون والأيوانات والأروقة والمعتصمات.

## الموقع
يطلق الحرم على البقعة مستطيلة الشكل التي يبلغ طولها 90/10م وعرضها 40/10م متراً. وتقع ضمن ممرات ودهاليز تحيط بالأطراف الأربعة للحرم تسهل دخول الزائرين وخروجهم وطول كل منفذ يقرب من ثلاثة أمتار، تحيط به هذه المنافذ والدهاليز الأربعة أربعة أخرى صغيرة. يؤزر الحرم بالمرمر على ارتفاع عشرين سانتي متراً يعلوه 92 سانتي متراً من القاشاني المعاكس ذي الأبعاد 4 و6 و8 كوكبي الشكل ومزين بآيات الذكر الحكيم والأحاديث الشريفة، والمزين بالرسوم البارزة أحيانا أخرى.
وإذا تجاوزنا القاشاني ناظرين إلى الأعلى تواجهنا كتيبة بارزة من القاشاني النفيس خطت عليها سورة الفتح وتعلو الكتيبة كتيبة أخرى من المرمر بعرض 32 سنتمتراً خطّ عليها بخط النستعليق قصيدة للشاعر دبير الملك فراهاني.
يبلغ ارتفاع الحرم من أسفل الطابق الأرضي 80/18 متراً. وتقع الكتيبة ذات الثمانين سانتيمتراً على ارتفاع 85/6 متر من الطابق الأرضي وقد كتب عليها الخطاط علي رضا عباسي سورة الجمعة بخط الثلث.

## تاريخ توسعة الموقع
اهتمت الحكومة الإيرانية بعد الثورة الإسلامية عام 1979 بها من خلال الإدارة القديرة التي أوكلت لآية الله «واعظ طبسي» ولي الفقيه في خراسان وسادن الحضرة الرضوية وشهدت تطورات نوعية وكمية ملحوظة على مستوى القطر تفوق ما كانت عليه خلال 1200 سنة سابقة، وتعتمد نشاطات الأستانة على صيانة وإحياء الأوقاف والوفاء بالتزامات الواقفين وحاجات المجتمع وخاصة زوار حضرة الأمام الرضا (ع) والتأكيد على القضايا الثقافية بوصفها أهم المنجزات والمتمثلة في ست تعاونيات وأربعة عشر مؤسسة ثقافية واجتماعية تشمل:

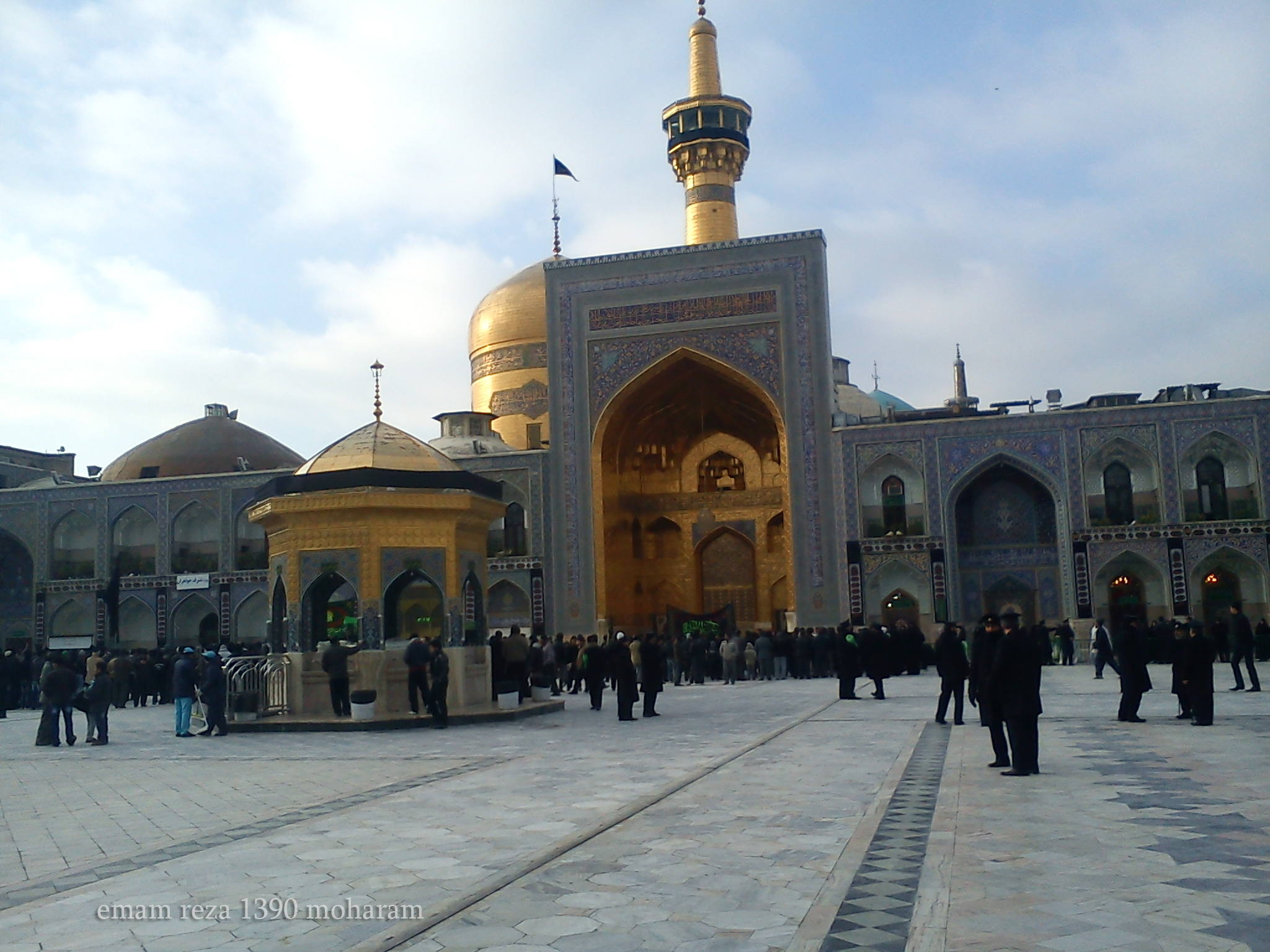
الروضة الرضوية في خراسان

1. الروضة الرضوية في خراسانتوسعة إعمار الحضرة الرضوية وزيادة طاقتها الاستيعابية فمساحة الحضرة الحالية تبلغ 600,000 م2 وعند اكتمال التوسعات الحالية ستصبح 900,000 م2، وتبديل الضريح السابق بآخر الأضرحة وفق طراز ومعمار إسلامي فريد من نوعه.و استحداث أروقة وصحون جديدة وعديدة لاستيعاب الزوار.
2. استحداث أماكن ثقافية وعلمية تشمل:

جامعتين (الجامعة الرضوية 1 و2)
مدرسة النواب
المبنى الإداري للحوزة في خراسان
مكتبة مسجد «كوهرشاد»
مجمع البحوث الإسلامية
استراحة الزائرين
3- استحداث أماكن ترفيهية وخدماتية تشمل:
مواقف السيارات + نفق المواصلات + دار الشفاء (المستشفى الرضوي) + طرق وتمديدات ومولدات.
1. صيانة وإحياء النذور والأوقاف:

في الحقيقة هذه المهمة تعتبر من أهم ما يميز الأستانة فهي قد اعتمدت طيلة تاريخها على النذور والأوقاف، وما تزال أجنحة هذه السنة المتينة في خدمة هذه الروضة وزوارها، وتسعى الأستانة لصيانة وإحياء هذه الأوقاف وإدارتها بدقة متناهية واستقلالية تامة وفق أهداف الموقفين ومصلحة المجتمع وبالأخص
زوار الإمام، وأغلب أوقاف الأستانة -من حيث عدد العقارات - متعلق بتدفئة وإضاءة الحرم المطهر. من حيث موارد ريعها تشمل:

دار الشفاء والمستشفيات + الإضاءة + مجالس العزاء+ معونة اليتامى + المكتبة+استراحة الزوار + الشؤون الثقافية + إعمار وصيانة الحرم الطاهر.

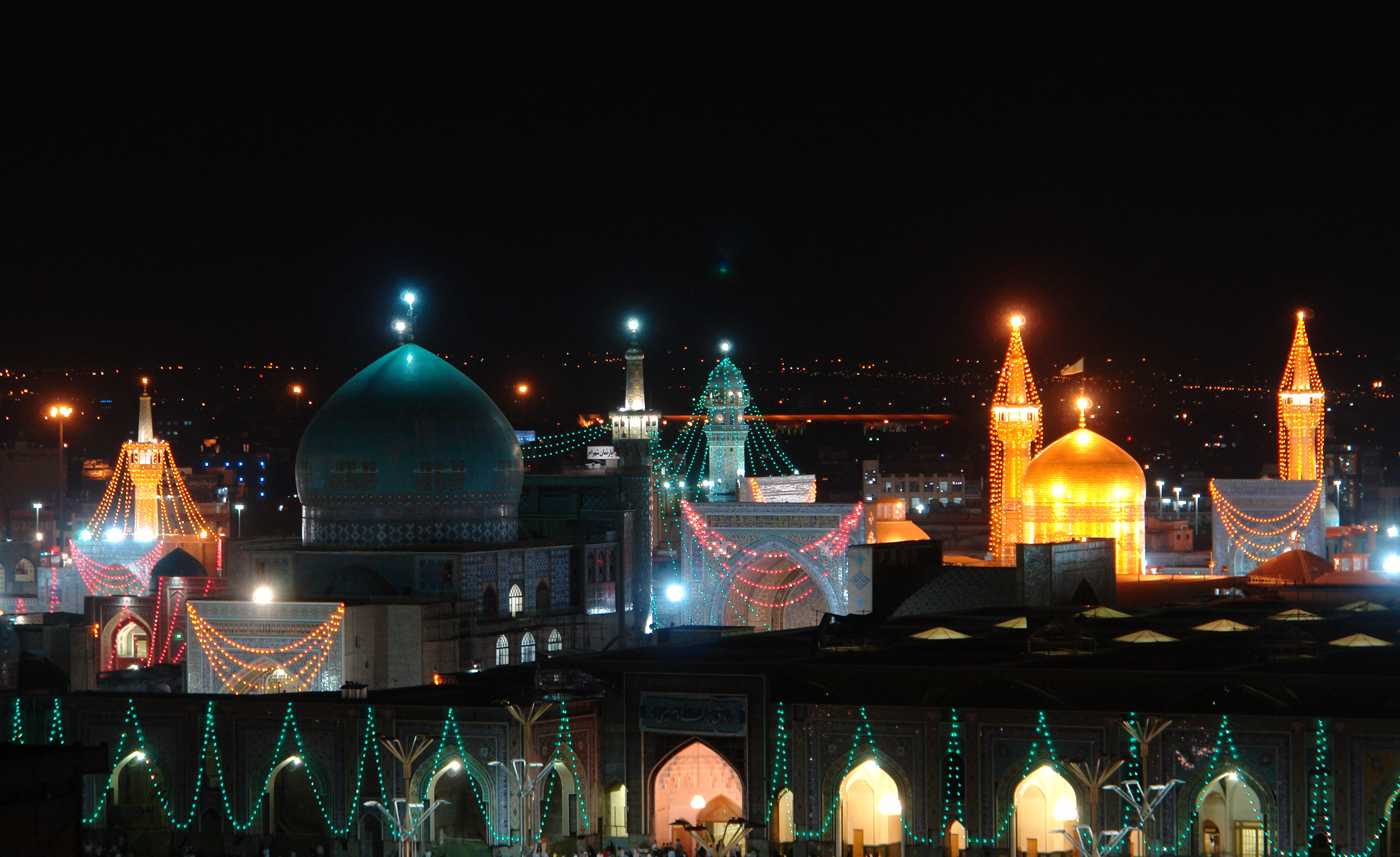
صورة ليلية من الحضرة الرضوية.

يبلغ عدد العقارات الموقوفة 1800 عقارا منها 118 عقارا بعد ثورة الخميني.

## الوصلات الداخلية
- تفجير ضريح الإمام علي الرضا 1994
- عملية طعن في العتبة الرضوية
- الروضة الحيدرية
- الروضة الحسينية
- عباس واعظ طبسي

## وصلات خارجية
- العتبة الرضوية المقدسة
- شبكة الزوار غير الإيرانيين